# (646) Kastalia
(646) Kastalia – planetoida z pasa głównego asteroid okrążająca Słońce w ciągu 3 lat i 200 dni w średniej odległości 2,32 j.a. Została odkryta 11 września 1907 roku w Landessternwarte Heidelberg-Königstuhl w Heidelbergu przez Augusta Kopffa. Nazwa planetoidy pochodzi od Kastalii, nimfy, którą według mitologii greckiej Apollo przemienił w fontannę w Delfach, na Parnasie lub na Helikonie. Przed jej nadaniem planetoida nosiła oznaczenie tymczasowe (646) 1907 AC.